# کانو (ایالت)
ایالت کانو (به لاتین: Kano State) یک ایالت‌ با اکثریت مسلمان در شمال نیجریه است.

## خصوصیات
ایالت کانو ۲۰٬۱۳۱ کیلومترمربع مساحت دارد.